# Iberis nazarita
Iberis nazarita är en korsblommig växtart som beskrevs av Moreno. Iberis nazarita ingår i släktet iberisar, och familjen korsblommiga växter. Inga underarter finns listade i Catalogue of Life.